# Baiser macabre
Pour les articles homonymes, voir Macabro.
Pour plus de détails, voir Fiche technique et Distribution.
Baiser macabre (Macabro) est un film d'horreur italien coécrit et réalisé par Lamberto Bava, sorti en 1980.
Les frères Pupi et Antonio Avati ont participé au scénario et à la production.

## Synopsis
Jane Baker, une femme vivant à la Nouvelle-Orléans, entretient une liaison avec un homme, Fred, dans le dos de son mari et de ses enfants. Sa fille adolescente, Lucy, soupçonne sa mère de tromper son père. Jane a des aventures avec Fred dans un appartement qu'elle loue dans une pension de famille appartenant à Mme Duval, dont le fils adulte aveugle, Robert, vit également dans l'immeuble. Alors que Jane rencontre Fred pour des relations sexuelles, Lucy noie son petit frère Michael dans la baignoire et maquille l'incident en accident. Lorsque Jane apprend la nouvelle par téléphone, Fred lui propose de la raccompagner chez elle, mais ils se heurtent à une glissière de sécurité. Fred est brutalement décapité dans l'accident, mais Jane survit.
Un an plus tard, Jane se sépare de son mari Leslie et s'installe définitivement dans la pension de famille des Duval, qui est gérée par Robert seul, sa mère étant décédée dans l'année qui s'est écoulée. Lors de sa première nuit dans la pension, Robert propose à Jane de dîner avec lui, mais elle refuse poliment. Au lieu de cela, elle fabrique une châsse pour Fred dans l'appartement et s'occupe d'un objet invisible enfermé dans la boîte de congélation du réfrigérateur. Cette nuit-là, Robert entend Jane gémir de plaisir, comme si elle se masturbait. Le lendemain matin, Leslie et Lucy viennent rendre visite à Jane, mais leurs retrouvailles sont maladroites. Plus tard, Jane accepte de prendre un verre avec Robert, qu'elle laisse entrer dans son appartement alors qu'il est dans sa baignoire, sans hésiter, car il est aveugle. Jane flirte timidement avec Robert, lui demandant s'il a une petite amie. Plus tard, Robert entend Jane gémir et appeler Fred à plusieurs reprises.
Suspicieux, Robert demande à un ami de lui procurer des articles de journaux concernant l'accident de voiture qui a coûté la vie à Fred, et il apprend que Jane est internée dans un hôpital psychiatrique depuis un an. Cet après-midi-là, Lucy arrive à la pension et convainc Robert de la laisser entrer dans l'appartement de sa mère, où elle laisse une photo de son frère décédé sur une table. Jane se rend compte que Lucy était dans l'appartement à son retour et reproche à Robert de l'avoir laissée entrer. Jane tente brièvement de séduire Robert, mais s'éloigne lorsqu'il répond. Peu après, il entend Jane saluer « Fred » dans le couloir.
Le jour de l'anniversaire de la mort de son fils Michael, Jane passe la journée en ville et se rend sur sa tombe. Robert tente d'enquêter sur l'appartement de Jane et trouve la boîte de congélation fermée à clé dans la cuisine. Il trouve également des oreillers disposés pour imiter un dormeur sous le couvre-lit de Jane. Son enquête est interrompue lorsque Lucy arrive pour rendre visite à sa mère, mais Robert la repousse. Plus tard dans la nuit, Robert entre dans l'appartement de Jane après avoir entendu de forts gémissements. Il passe devant la chambre à coucher, où Jane se masturbe avec la tête coupée de Fred. Après avoir fini de se masturber, Jane remet la tête coupée dans le congélateur, où elle est découverte par Robert.
Lucy surprend un appel téléphonique entre son père et Robert, qui tente d'informer Leslie de ce qu'il a découvert, mais Leslie n'y voit que des fantasmes. Lucy confronte Robert, exigeant de connaître la vérité. Lucy s'introduit dans l'appartement et découvre la tête coupée de Fred, mais dit à Robert qu'il l'a imaginée. Ce week-end-là, Robert rejoint à contrecœur Jane et Lucy pour le dîner ; Lucy a préparé une soupe pour eux. Pendant le repas, Jane trouve un lobe d'oreille dans sa soupe et réalise avec horreur que Lucy a utilisé la chair de la tête coupée de Fred dans la recette. Lucy suit Jane dans la salle de bains et la harcèle avant qu'elle n'admette avoir assassiné Michael. Jane étrangle Lucy à mort avant de la plonger dans la baignoire. Robert, qui tente de prendre la défense de Lucy, est poussé dans les escaliers par Jane et tombe inconscient.
Jane récupère la tête coupée de Fred dans le congélateur et commence à l'embrasser passionnément. Robert se réveille et tente d'appeler la police, mais Jane a coupé le cordon téléphonique. Robert entre dans l'appartement de Jane et elle l'attaque violemment, mais il la tue en lui écrasant le visage dans le four brûlant. Il appelle Lucy en hurlant et rampe sur le lit de Jane, où soudain la tête coupée de Fred l'attaque en lui mordant le cou.

## Fiche technique
- Titre français : Baiser macabre[1]
- Titre original : Macabro
- Réalisation : Lamberto Bava
- Scénario : Antonio Avati, Pupi Avati, Lamberto Bava et Roberto Gandus
- Photographie : Franco Delli Colli (it)
- Montage : Piera Gabutti
- Musique : Ubaldo Continiello
- Effets spéciaux : Tonino Corridori, Angelo Mattei
- Décors : Katia Dottori
- Production : Antonio Avati et  Gianni Minervini
- Société de production : A.M.A. Films et Medusa Film
- Société de distribution : Medusa Film
- Pays d'origine :  Italie
- Langue originale : italien
- Format : couleur
- Genre : horreur
- Durée : 89 minutes
- Dates de sortie : 
  - Italie : 17 avril 1980
  - France : 13 mai 1981
- Interdit aux moins de 12 ans

## Distribution
- Bernice Stegers : Jane Baker
- Stanko Molnar : Robert Duval
- Veronica Zinny : Lucy Baker
- Roberto Posse (it) : Fred Kellerman
- Ferdinando Orlandi : Mr. Wells
- Fernando Pannullo (it) : Leslie Baker
- Elisa Kadigia Bove (it) : Mrs. Duval

## Production
Au milieu de l'année 1979, Lamberto Bava est convoqué dans les bureaux de Pupi Avati avec une proposition : Bava a déjà travaillé comme assistant réalisateur sur plusieurs productions, dont celles de son père Mario Bava, Joe D'Amato, Ruggero Deodato, et vient de terminer sa collaboration avec Dario Argento sur Inferno. Bava entre dans le bureau en s'attendant à ce qu'on lui demande d'être l'assistant d'Avati sur son nouveau film, et découvre qu'on lui propose de réaliser un film inspiré d'une coupure de presse américaine à propos d'une femme qui conserve la tête coupée de son mari dans un réfrigérateur. Les Avati, Bava et Roberto Gandus passent les semaines suivantes à travailler sur une ébauche, Bava s'absentant brièvement pour refaire les prises de vue d'Inferno aux États-Unis. À l'étranger, Bava apprend que Medusa Distribuzione a donné son feu vert au projet, ce qui l'amène à commencer le tournage du film en novembre.
Le film a été tourné à Gardone Riviera et à Crespi d'Adda en Lombardie, ainsi qu'en extérieur à la Nouvelle-Orléans.

## Exploitation
Le film a rapporté un total de 560 millions de lires sur le marché intérieur à l'époque.

### Accueil critique
Les réactions des critiques italiens ont été plutôt positives, si l'on tient compte du fait que Bava en était encore à ses débuts. Morando Morandini, dans son dictionnaire, donne au film deux étoiles et demie (sur cinq), en affirmant que « (...) le fils débutant (1944) de Mario Bava a réalisé un film dérangeant qui privilégie l'atmosphère plutôt que les effets horrifiques, en respectant et en contrôlant les règles du genre dont les amateurs ont beaucoup apprécié la trouvaille de la tête dans le frigidaire ». Pino Farinotti (it), quant à lui, donne deux étoiles au film, sans aucun commentaire.